# Knut Schreiner
Knut Schreiner, född den 18 december 1974 i Oslo, är en norsk gitarrist. Han är sologitarrist i det norska death-punkbandet Turbonegro där han är mer känd under artistnamnet Euroboy. 
Schreiner är även med i andra konstellationer, exempelvis sin självbetitlade popgrupp The Euroboys (tidigare Kåre and the Cavemen), Kwyet Kings, The Vikings, Mirror Lakes och supergruppen Black Diamond Brigade. Han är även en av Norges högst rankade gitarrister.[källa behövs] Schreiners spelstil är starkt influerad av James Williamson från The Stooges från 1971 till 1974. Han är också influerad av Ace Frehley i KISS (1973–1982, 1996–2002) och Angus Young i AC/DC.
Knut Schreiner har även producerat skivor till andra band, så som Amulet, The Lovethugs och det svenska rockbandet La Puma. Under 2002 byggde han även klart sin egen studio, kallad Crystal Canyon, i Oslo.
I mars 2008 diagnostiserades han med Hodgkins sjukdom men friskförklarades hösten samma år.

## Diskografi (urval)
Studioalbum med The Vikings
- 1994 – Go Berserk!

Studioalbum med Kwyet Kings
- 1994 – Firebeat
- 1995 – Cherrypie
- 1998 – Been Where? Done What?

Studioalbum med Kåre & The Cavemen
- 1997 – Jet Age
- 1999 – Long Day's Flight 'Till Tomorrow

Studioalbum med Euroboys
- 2000 – Getting Out of Nowhere
- 2004 – Soft Focus

Studioalbum med Black Diamond Brigade
- 2003 – Black Diamond

Studioalbum med Mirror Lakes
- 2012 – Mirror Lakes